# روز جهانی دیابت

لوگوی روز جهانی دیابت

مراسم روز جهانی دیابت هرساله در تاریخ ۱۴ نوامبر (۲۳ آبان) در بیش از ۱۶۰ کشور جهان برگزار می‌گردد.

## تاریخچه
فدراسیون بین‌المللی دیابت و سازمان بهداشت جهانی در سال ۱۹۹۱ و در پاسخ به رشد روزافزون دیابت در تمامی جوامع بشری، روز ۱۴ نوامبر (۲۳ آبان) را به نام روز جهانی دیابت نامگذاری کردند. این روز در سال ۲۰۰۶ توسط سازمان ملل متحد به عنوان یک روز رسمی در تقویم جهان ثبت گردید.
روز جهانی دیابت، بزرگترین کمپین اطلاع‌رسانی در مورد دیابت است که هر ساله با محوریت مشخص و با شعاری که فدراسیون بین‌المللی دیابت انتخاب می‌کند، در بیش از ۱۶۰ کشور دنیا برگزار می‌گردد. اهداف اصلی که این کمپین دنبال می‌کند عبارتند از:
- اطلاع‌رسانی گسترده به جوامع، سیاستمداران و ذینفعان در سراسر دنیا برای توجه ویژه به دیابت
- اطلاع‌رسانی گسترده از فعالیت‌های فدراسیون بین‌المللی دیابت و نقشی که این نهاد در جهت ارتقای آگاهی دنیا ایفا می‌کند

## محوریت
برنامه‌ها، شعارها و پیام‌های آموزشی روز جهانی دیابت هر ساله با توجه به حساس‌ترین موضوع بهداشتی مرتبط با دیابت، توسط فدراسیون بین‌المللی دیابت انتخاب می‌گردند. وزارت بهداشت ج.ا.ا و نهادهای دیابت در ایران نیز در راستای شعار اعلام شده، هر ساله شعار فارسی و محورهای روز جهانی دیابت را برای برنامه‌های بومی تدوین می‌نمایند. شعارهای روز جهانی دیابت در ۵ سال اخیر عبارتند از:
- سال ۲۰۱۳: از آینده محافظت کنیم: آموزش دیابت و پیشگیری از دیابت
- سال ۲۰۱۴: تغذیه سالم با صبحانه آغاز می‌شود
- سال ۲۰۱۵: تغذیه سالم
- سال ۲۰۱۶: چشم‌ها به دیابت
- سال ۲۰۱۷: زنان و دیابت: آینده سالم حق ماست

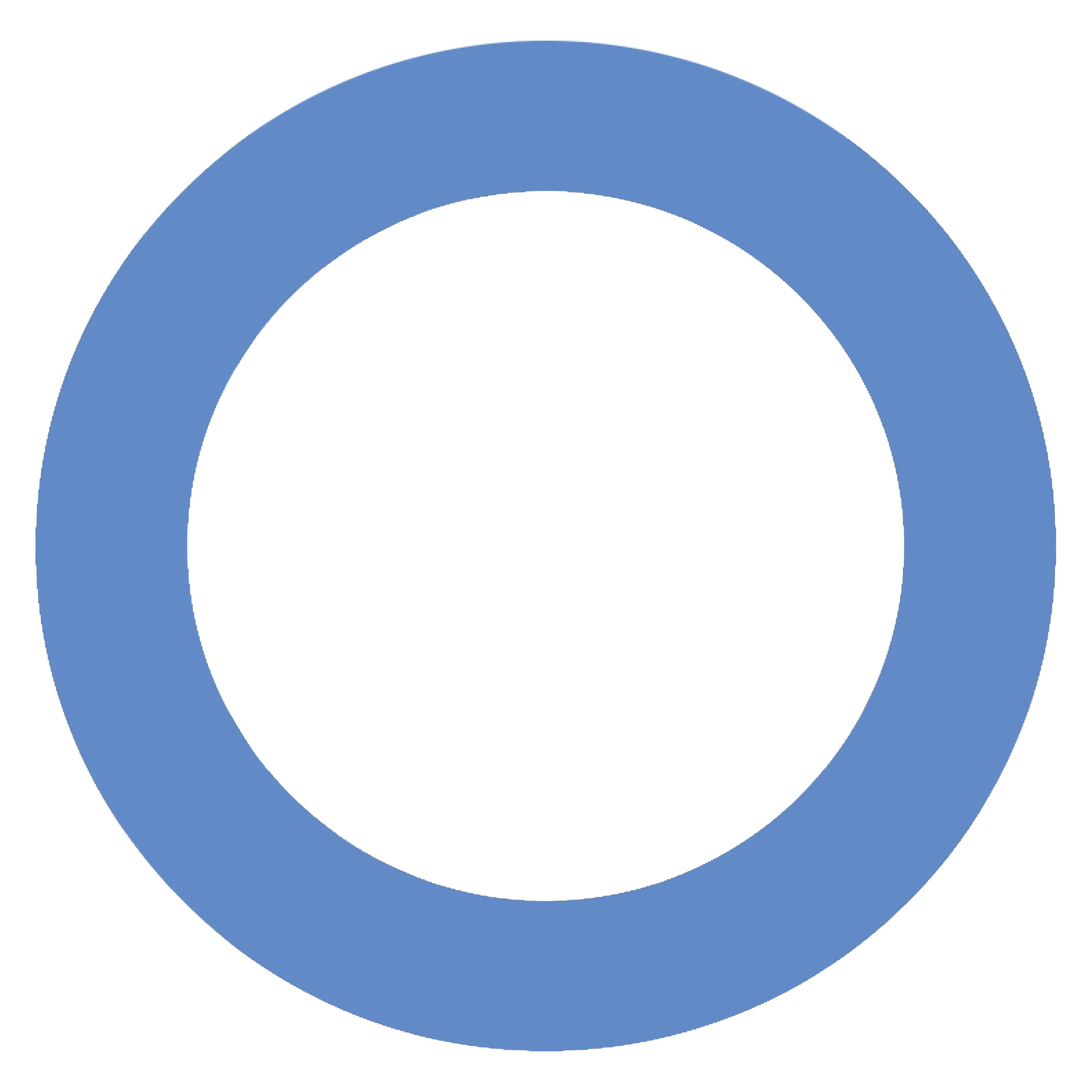
"حلقه آبی دیابت"نماد رسمی روز جهانی دیابت

- سال ۲۰۱۸: دیابت نگرانی هر خانواده

## حلقه آبی دیابت
حلقه آبی رنگ دیابت در سال ۲۰۰۷ و پس از تأیید سازمان ملل متحد به عنوان نماد رسمی دیابت انتخاب گردید تا نشان واحدی برای افزایش آگاهی دنیا در مورد اپیدمی دیابت باشد.

## روز جهانی دیابت در ایران
به ابتکار وزارت بهداشت ج.ا. ا و در راستای ارتقای آگاهی عمومی و توجه به معضل دیابت، از سال ۱۳۹۲ هر ساله یک هفته از آبان ماه به نام هفته ملی دیابت نامگذاری شده و فعالیت‌های آموزشی و اطلاع‌رسانی، با مشارکت دانشگاه‌های علوم پزشکی، انجمن‌های دیابت سراسر کشور و شرکت‌های دارویی مرتبط در سطح کشور برگزار می‌گردد.

تاریخچه هفته ملی دیابت ایران:
| سال  | تاریخ   | مناسبت روز                                                              |
| ---- | ------- | ----------------------------------------------------------------------- |
| ۱۳۹۲ | ۲۷ آبان | دیابت و سازمان‌های مردم نهاد                                             |
| ۱۳۹۲ | ۲۸ آبان | دیابت و شهرداری‌ها                                                       |
| ۱۳۹۲ | ۲۹ آبان | دیابت و همکاری‌های بین بخشی (با اولویت بخش‌های علمی شامل پژوهشکده‌های غدد) |
| ۱۳۹۲ | ۳۰ آبان | دیابت و رسانه‌ها                                                         |
| ۱۳۹۲ | ۱ آذر   | دیابت و ائمه جمعه                                                       |
| ۱۳۹۲ | ۲ آذر   | دیابت و مراکز آموزشی فرهنگی                                             |
| ۱۳۹۲ | ۳ آذر   | دیابت و مشارکت‌های مردمی                                                 |
| ۱۳۹۳ | ۲۰ آبان | تغذیه سالم، دیابت و مدرسه                                               |
| ۱۳۹۳ | ۲۱ آبان | تغذیه سالم، دیابت و فعالیت بدنی                                         |
| ۱۳۹۳ | ۲۲ آبان | تغذیه سالم، دیابت و خانواده                                             |
| ۱۳۹۳ | ۲۳ آبان | دیابت، تغذیه سالم با صبحانه آغاز می‌شود                                  |
| ۱۳۹۳ | ۲۴ آبان | تغذیه سالم، دیابت و نقش رسانه                                           |
| ۱۳۹۳ | ۲۵ آبان | تغذیه سالم، دیابت و مشارکت‌های اجتماعی                                   |
| ۱۳۹۳ | ۲۶ آبان | تغذیه سالم، دیابت و تقدیر از سفیران دیابت                               |
| ۱۳۹۴ | ۲۰ آبان | -                                                                       |
| ۱۳۹۴ | ۲۱ آبان | -                                                                       |
| ۱۳۹۴ | ۲۲ آبان | -                                                                       |
| ۱۳۹۴ | ۲۳ آبان | -                                                                       |
| ۱۳۹۴ | ۲۴ آبان | -                                                                       |
| ۱۳۹۴ | ۲۵ آبان | -                                                                       |
| ۱۳۹۴ | ۲۶ آبان | -                                                                       |
| ۱۳۹۵ | ۲۲ آبان | دیابت و سازمان‌های مردم نهاد                                             |
| ۱۳۹۵ | ۲۳ آبان | دیابت و مدرسه                                                           |
| ۱۳۹۵ | ۲۴ آبان | دیابت، بیماری‌های غیرواگیر و نظام سلامت                                  |
| ۱۳۹۵ | ۲۵ آبان | دیابت و رسانه                                                           |
| ۱۳۹۵ | ۲۶ آبان | دیابت و مردم                                                            |
| ۱۳۹۵ | ۲۷ آبان | دیابت و ورزش همگانی                                                     |
| ۱۳۹۵ | ۲۸ آبان | دیابت و ائمه جماعت                                                      |
| ۱۳۹۶ | ۱۹ آبان | مادران محور تغذیه سالم و پیشگیری از دیابت در خانواده                    |
| ۱۳۹۶ | ۲۰ آبان | آموزش اساس پیشگیری و درمان دیابت                                        |
| ۱۳۹۶ | ۲۱ آبان | دانش آموزان و دیابت                                                     |
| ۱۳۹۶ | ۲۲ آبان | رسانه و دیابت                                                           |
| ۱۳۹۶ | ۲۳ آبان | زنان و دیابت                                                            |
| ۱۳۹۶ | ۲۴ آبان | بارداری و دیابت                                                         |
| ۱۳۹۶ | ۲۵ آبان | ورزش همگانی، فعالیت بدنی وکاهش بار بیماری دیابت                         |

انجمن دیابت گابریک و همچنین انجمن دیابت ایران که تنها اعضای فدراسیون بین‌المللی دیابت ایران هستند، هر ساله مسئولیت انتقال پیام‌های فدراسیون و برگزاری رویدادهای آموزشی و اطلاع‌رسانی را در سطح کشور بر عهده دارند.